# Radès
Radès is een havenstad in Tunesië en maakt deelt uit van het gouvernement Ben Arous. Bij de volkstelling van 2007 telde Radès 75.893 inwoners. Bij de volkstelling in 2014 is dit aantal gedaald naar 59.998 inwoners. De stad is onderverdeeld in zeven subgemeenten: Radès Medina, Radès Méliane, Rades Forêt, Chouchet Radès, El Malleha, Noubou en The Olympic City. In dat laatste stadsdeel ligt het Stade Olympique Hammadi Agrebi, dat in 2001 werd opgeleverd en waar het Tunesisch voetbalelftal sindsdien geregeld interlands speelt.